# Emanoil Bacaloglu
Emanoil Bacaloglu (11 avril 1830 — 30 août 1891) est un mathématicien, physicien et chimiste valache et roumain.

## Biographie
Né à Bucarest, d'origine grecque, il étudie la physique et les mathématiques à Paris et à Leipzig avant de devenir professeur à l'Université de Bucarest. Il devient membre en 1879 de l'Académie roumaine. Considéré comme le fondateur de nombreux domaines scientifiques et technologiques en Roumanie (et en aidant à la création de l'Athénée roumain), Bacaloglu était également un scientifique accompli. Il a contribué à la création d'une terminologie en roumain dans les domaines qu'il pratiquait et a été l'un des principaux fondateurs de la Society of Physical sciences en 1890.
Il a également participé à la révolution wallachienne de 1848.
Il est connu pour la pseudosphère de Bacaloglu, une surface de révolution pour laquelle la courbure de Bacaloglu est constante.

## Travaux principaux
- Elemente de fizică, 2e éd., Bucureşti, (1888).
- Elemente de algebră, 2e éd. Bucureşti (1870).